# Bette Midler (álbum)
Bette Midler es el segundo álbum de estudio de la cantante estadounidense del mismo nombre. Fue publicado en noviembre de 1973 a través de Atlantic Records.

## Recepción de la crítica
Un escritor no especificado de la revista Cash Box declaró: “La divina ha vuelto y espera a escuchar su último LP, ¡Cariño! Rebosante del extraordinario talento que la ha impulsado desde ‘los pozos’ a la cima del mundo en un abrir y cerrar de ojos, el paquete brilla con sus impresionantes interpretaciones del clásico de Dubin–Warren, «Lullaby of Broadway», «In the Mood» y el estándar Carmichael–Mercer, «Skylark». Para mantener el equilibrio, Bette canta un popurrí de «Uptown» y «Da Doo Run Run», «Higher & Higher (Your Love Keeps Lifting Me)» y una versión muy conmovedora de «I Shall Be Released» de Dylan. Felicitaciones a Arif Mardin y Barry Manilow por su excelente producción”. Un escritor no especificado de la revista Record World declaró: “La atrevida y descarada Bette está de regreso con un segundo conjunto de canciones tan diversificadas como divertidas. Entre los cortes destacados se encuentran «Lullaby of Broadway», «Twisted», «Da Doo Run Run», «Uptown», «Surabaya Johnny» y «Drinking Again», todos entregados con el dinamismo patentado de Midler y los arreglos de Barry Manilow son frescos y originales”. Un escritor no especificado de la revista Billboard escribió: “Este segundo álbum muestra los talentos multi-interpretativos de esta vocalista especial. El material y su forma de comunicar abarcan varias épocas. Pero en esta época de alegres melodías pop y felices pensamientos nostálgicos, todo funciona. Aunque se apoya demasiado en lo teatral, como cuando hace «I Shall Be Released», normalmente tenue, transmite con precisión el mensaje en «Higher & Higher (Your Love Keeps Lifting Me)». Es sorprendente cómo puede cambiar de tema desde el tonto «Da Doo Run Run» y luego hacer un buen trabajo con «Twisted», con sus largas líneas y melodía de jazz. Toca tres melodías solo con el piano y el resto con la orquesta y el acompañamiento. Las voces se combinan perfectamente y canta todas las partes a la perfección en «Lullaby of Broadway» e «In the Mood», con algunas líneas nuevas y ágiles”.

## Lista de canciones
| Lado uno |                               |                                          |          |  |
| N.º      | Título                        | Escritor(es)                             | Duración |  |
| 1.       | «Skylark»                     | Hoagy Carmichael Johnny Mercer           | 3:02     |  |
| 2.       | «Drinking Again»              | Doris Tauber Mercer                      | 2:46     |  |
| 3.       | «Breaking Up Somebody's Home» | Al Jackson Jr. Timothy Matthews          | 3:47     |  |
| 4.       | «Surabaya Johnny»             | Kurt Weill Bertolt Brecht Herbert Hartig | 4:52     |  |
| 5.       | «I Shall Be Released»         | Bob Dylan                                | 4:55     |  |

| Lado |                                                                                     |                                                                                          |          |  |
| N.º  | Título                                                                              | Escritor(es)                                                                             | Duración |  |
| 1.   | «Medley» a) «Optimistic Voices» b) «Lullaby of Broadway»                            | E. Y. Harburg Harold Arlen Herbert Stothart Al Dubin Harry Warren                        | 2:26     |  |
| 2.   | «In the Mood»                                                                       | Joe Garland Andy Razaf Bette Midler Barry Manilow                                        | 2:37     |  |
| 3.   | «Medley» a) «Uptown» b) «Don't Say Nothin' Bad (About My Baby)» c) «Da Doo Ron Ron» | Barry Mann Cynthia Weil Gerry Goffin Carole King Phil Spector Ellie Greenwich Jeff Barry | 3:22     |  |
| 4.   | «Twisted»                                                                           | Wardell Gray Annie Ross                                                                  | 2:23     |  |
| 5.   | «Higher & Higher (Your Love Keeps Lifting Me)»                                      | Gary Lee Jackson Carl W. Smith Raynard Miner                                             | 4:08     |  |

## Posicionamiento

### Gráfica semanal
| Gráfica (1974)                            | Pico de posición |
| ----------------------------------------- | ---------------- |
| Australia (Kent Music Report)             | 14               |
| Canadá (RPM Top Albums)                   | 3                |
| Estados Unidos (Billboard Top LPs & Tape) | 6                |

### Gráfica de fin de año
| Gráfica (1974)                            | Pico de posición |
| ----------------------------------------- | ---------------- |
| Canadá (RPM Top Albums)                   | 35               |
| Estados Unidos (Billboard Top LPs & Tape) | 87               |

## Certificaciones y ventas
| País                  | Certificación | Ventas    |
| --------------------- | ------------- | --------- |
| Estados Unidos (RIAA) | Oro           | 1 000 000 |